# Yannick Forstenhäusler
Yannick Forstenhäusler (* 13. August 1991 in Wangen im Allgäu) ist ein deutscher Tonmeister, Dialogbuchautor, Dialogregisseur und Synchronsprecher aus München.

## Werdegang
Geboren und aufgewachsen in Wangen im Allgäu in Baden-Württemberg, zog Forstenhäusler nach dem Abschluss des Abiturs 2011 nach München. Dort begann er das Studium des Sound Engineers am SAE Institute im Münchner Stadtteil Neubiberg, das er 2014 mit einem Bachelor of Arts in Audio Production abschloss. Seit Mai 2015 ist er als Freiberufler tätig und produziert Werbespots, Radiowerbung, Imagefilme und Sounddesigns.
Seit 2017 widmet sich Forstenhäusler der Synchronisation von Serien und Filmen. Als Dialogbuchautor ist er für den japanischen Anime One Piece tätig, wo er auch als Sprecher in der Rolle des Don Quichotte Rocinante alias Corazón zu hören ist. Sein Debüt als Synchronregisseur gab er 2018 bei Inu Yasha, auch für One Piece übernahm er anschließend die Synchronregie.
Im Kinofilmdebüt One Piece: Stampede (2019) war er für das deutsche Dialogbuch und die Synchronregie verantwortlich.

## Projekte (Auswahl)

### Als Tonmeister
- 2018: Zwei Freunde und ihr Dachs (Film)[1]
- 2018: Overboard (2018) (Film)

### Als Dialogbuchautor
- Inu Yasha (ab Episode 105) (mit Nicole Hise, Katharina von Daake, Chiara Haurand)
- Inu Yasha (The Final Act) (mit Nicole Hise, Katharina von Daake, Chiara Haurand)
- One Piece (Episoden 518–628) (mit Daniel Schlauch und Kai Medinger)
- One Piece: Stampede
- Megalobox (Episode 6–10) (mit Daniel Schlauch)
- Mimecast
- Astra Lost in Space

### Als Synchronregisseur
- Inu Yasha (ab Episode 105) (zusammen mit Dominik Auer)
- One Piece (seit Episode 629) (zusammen mit Daniel Schlauch)
- Mimecast
- One Piece: Stampede
- Astra Lost in Space

### Als Sprecher
- in One Piece für Kōichi Yamadera als Don Quichotte Rocinante alias Corazón
- in Mimecast als Lawrence
- in Astra Lost in Space für Kōki Uchiyama als Ulgar Zweig
- in The Mallorca Files für Alex Austin als Jimmy
- in Bulletproof für Tom Forbes als Patrick Straker
- in Iroduku: Die Welt in allen Farben für Junichi Suwabe als Shusei Ichiyanagi